# 艾伦·康恩
艾伦·康恩（英語：Alan Conn，？—），澳大利亚男子射箭、飞镖射箭、乒乓球运动员。他曾代表澳大利亚参加1968年和1972年夏季残疾人奥林匹克运动会，获得一枚金牌、一枚银牌和一枚铜牌。